# 긴뿔파리류
모기아목은 파리목(우시목)에 속하는 곤충 분류군의 하나이다. 약 34개 과에 모기와 깔따구 등을 포함하고 있다. 장각아목(長角亞目) 또는 사각아목(絲角亞目)으로도 불리는 모기아목(Nematocera) 곤충의 총칭이다. 긴뿔파리아목이라고도 불린다.

## 특징
모기아목은 길고 가는 체형을 가지며 모기, 각다귀 등을 포함하는 더듬이 마디가 많은 파리목의 아목이다. 더듬이가 길고 많은 수로 나누어진 특징이 있으며 특히 수컷에서 더듬이는 깃털형인 경우가 많다. 유충은 대부분 수서생활을 하는데 구기가 물속의 먹이를 걸러먹기 좋은 형태로 변형되어 있다. 성충의 몸과 다리는 길고 또한 배가 긴형태가 많이 나타난다.

## 하위 분류
- 악시미아하목 (Axymyiomorpha)
- 모기하목 (Culicomorpha)
- 멧모기하목 (Blephariceromorpha)
- 털파리하목 (Bibionomorpha)
- 나방파리하목 (Psychodomorpha)
- 다리무늬각다귀붙이하목 (Ptychopteromorpha)
- 각다귀하목 (Tipulomorpha)